# CoverGirl

Logo de Covergirl

CoverGirl és una marca de cosmètics americana fundada a Maryland, Estats Units, per Noxzema Chemical Company. Va ser adquirida per Procter & Gamble el 1989 i més tard adquirida per Coty, Inc. el 2016. L'empresa Noxell va anunciar aquesta línia de cosmètics per permetre a "noies de portada", models, actrius, i cantants que apareixen en la portada de les revistes femenines, a portar els seus productes. CoverGirl Principalment proporciona una ampla varietat de cosmètics.

## Història
La primera línia de productes de CoverGirl, Clean Makeup, aparegué el 1961. Va ser nomenada com la millor marca cosmètica d'Amèrica. Al principi s'oferien només sis productes, anunciats com a "medicated face makeup" (maquillatge facial mèdic), ja que incorporava ingredients de medicaments de Noxzema com càmfora, mentol, i eucaliptus.

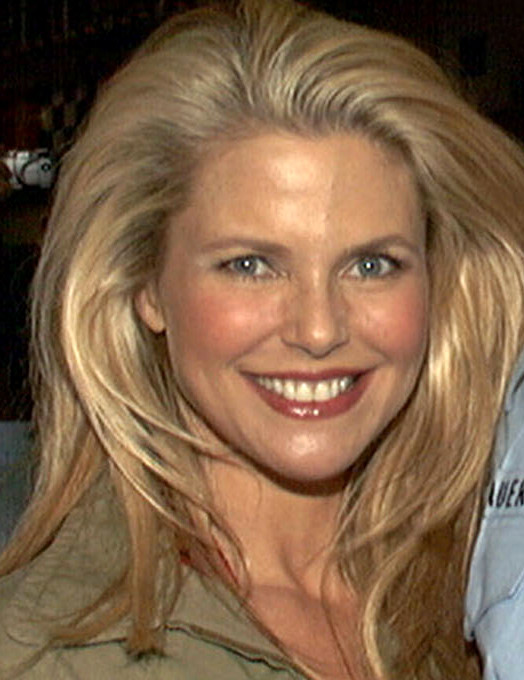
Christie Brinkley contracte que corre llarg amb CoverGirl és el més llarg de qualsevol model dins història.

El 1963, la model (i més tard, actriu) Jennifer O'Neill va ser contractada com a portaveu de CoverGirl a l'edat de quinze anys, apareixent en anuncis impresos i televisius aquell any. El seu suport sense precedents del producte durant trenta anys va catapultar CoverGirl a ser la línia de maquillatge número u del país. Cybill Sepherd fou una de les models CoverGirl més antigues, que apareixia en la publicitat impresa i en anuncis televisius de la marca. Per contrast amb les models de moda de finals dels 60, Shepherd mostrava un aspecte fresc i saludable, apel·lant al gust d'un consumidor més jove. Aquests anuncis van establir la imatge de la nova "girl-next-door" (prototip de noia) a la que CoverGirl s'associaria.
Les vendes en línia augmentaren l'any 1985 a causa d'una campanya publicitària que presentava la supermodel Christie Brinkley. El 1997, CoverGirl va llançar el seu eslògan més famós, "Easy, breezy, beautiful…" ("Fàcil, despreocupat, bonic…") Això volia dir que els productes donarien a l'usuari un aspecte natural. Els resultats va ser un augment de vendes, i un increment del nombre de noies adolescents. Els productes en línia estan encara en producció i continuen incorporant noves idees.
També han representat CoverGirl famoses com Drew Barrymore, Zooey Deschanel, Ellen DeGeneres, Dania Ramirez, Rihanna, Queen Latifah, Sofía Vergara, Taylor Swift, Zendaya, Janelle Monáe i Pink.
CoverGirl va ser una de les marques mundials més importants en fer proves amb animals, però actualment ja no és així.